# Kokkojärvensaaret
Kokkojärvensaaret är en ö i Finland. Den ligger i sjön Kokkojärvi och i kommunen Enontekis i den ekonomiska regionen  Fjäll-Lappland  och landskapet Lappland, i den norra delen av landet, 900 km norr om huvudstaden Helsingfors. Öns area är 6 hektar och dess största längd är 460 meter i nord-sydlig riktning.  Notera att namnet antyder att det är fråga om flera öar.